# Волтер Меттау
Волтер Меттау (англ. Walter Matthau, |ˈwɔːltə ˈmæthaʊ|; 1 жовтня 1920, Нью-Йорк — 1 липня 2000, Санта-Моніка, США) — американський актор, продюсер і режисер, відомий ролями у фільмах «Щасливе печиво», «Квітка кактуса», «Сонячні хлопці», «Денніс-мучитель». У 10 фільмах його партнером був найкращий друг Джек Леммон. Режисував фільм «Гангстерська історія» (1959).
Меттау відзначався преміями «Тоні», БАФТА, «Золотий глобус» та «Оскар».

## Біографія
Народився у сім'ї дрібного торговця-єврея родом із Києва. Батько Волтера залишив сім'ю, коли хлопцеві було тільки 3 роки. Юний Волтер торгував безалкогольними напоями, а у вільний час грав епізодичні ролі в Єврейському театрі, одержуючи 50 центів за кожну появу на сцені. Після закінчення середньої школи працював лісником у Монтані, інструктором з гімнастики та тренером з боксу для поліцейських.
Під час Другої світової війни служив в авіації радіошифрувальником на важких бомбардувальниках і повернувся додому з бойовими нагородами у званні сержанта.
У 1948 році дебютував на сцені як актор. За невеликий час на його рахунку були десятки ролей у театрі, на телебаченні та в кіно: він закріпив за собою амплуа негативного героя. 1955 року він вперше знявся у фільмі «Кентукіанець», а опісля — у стрічках «Більше, ніж життя», «Обличчя в натовпі», «Самотні — хоробрі», «Надійний». У «Цибулевій голові», «Шараді», «Прощай, Чарлі» створив цікаві комедійні ролі. Не цурався він і зйомок у численних телесеріалах.
Успішною для Меттау стала роль юриста Гінгрича у комедії «Щасливе печиво» (1966), за яку він отримав премію «Оскар» за найкращу чоловічу роль другого плану.
Після «Оскара» зіграв головні ролі у фільмах «Дивна пара» (1968), «Привіт, Доллі!» (1969). За головні ролі в стрічках «Котч» (1971), «Сонячні хлопці» (1975) був номінований на «Оскар». За роль у «Сонячних хлопцях» отримав премію «Золотий глобус» за найкращу чоловічу роль — комедія або мюзикл.
Успішною стала роль тренера Морріса Баттермейкера в комедії «Нестерпні ведмеді» (1976). За ролі у фільмах «Гра в класики» (1980) і «Перший понеділок жовтня» (1981) був номінований на «Золотий глобус» за найкращу чоловічу роль — комедія або мюзикл. 1982 року отримав зірку на Голлівудській алеї слави.
Волтер Меттау прожив довге творче життя й помер 1 липня 2000 року. Похований він на кладовищі Вествуд у Лос-Анджелесі.

## Фільмографія
- 1956 — Більше ніж життя /Bigger Than Life
- 1957 — Обличчя в натовпі /A Face in the Crowd
- 1958 — Король креолів /King Creole
- 1959 — Гангстерська історія /Gangster Story
- 1963 — Шарада /Charade
- 1964 — Збій системи безпеки /Fail-Safe
- 1965 — Міраж /Mirage
- 1966 — Щасливе печиво /The Fortune Cookie
- 1967 — Керівництво для одруженого чоловіка /A Guide For A Married Man
- 1968 — Дивна парочка /The Odd Couple
- 1969 — Хелло, Доллі! /Hello, Dolly
- 1969 — Квітка кактуса /Cactus Flower
- 1971 — Номер у готелі Плаза /Plaza Suite
- 1971 — Котч /Kotch
- 1973 — Чарлі Веррік /Charley Varrick
- 1973 — Поліцейський, що сміється /The Laughing Policeman
- 1974 — Перша шпальта /The Front Page
- 1975 — Сонячні хлопці /The Sunshine Boys
- 1976 — Нестерпні ведмеді /The Bad News Bears
- 1978 — Сімейний лікар /House Calls
- 1980 — Гра в класики /Hopscotch
- 1981 — Перший понеділок жовтня /First Monday in October
- 1982 — Я повинна зніматися в кіно / I Ought to Be in Pictures
- 1986 — Пірати /Pirates
- 1988 — Чортеня /Il Piccolo Diavolo
- 1988 — Психодрами /The Couch Trip
- 1991 — Джон Ф. Кеннеді. Постріли в Далласі / JFK
- 1993 — Денніс-мучитель /Dennis the Menace
- 1993 — Старі буркуни /Grumpier Old Men
- 1994 — Пробачне вбивство /Incident in a Small Town
- 1994 — Коефіцієнт інтелекту /I.Q.
- 1995 — Старі буркуни розбушувалися /Grumpier Old Men 2
- 1995 — Лугова арфа /The Grass Harp
- 1997 — У відкритому морі /Out to Sea
- 1998 — Дивна пара 2 /The Odd Couple II
- 2000 — Відбій /Hanging Up

## Нагороди та номінації
| Нагорода       | Рік  | Категорія                                        | Фільм/Телесеріал/Постановка        | Результат |
| -------------- | ---- | ------------------------------------------------ | ---------------------------------- | --------- |
| Оскар          | 1967 | Найкраща чоловіча роль другого плану             | Щасливе печиво                     | Перемога  |
| Оскар          | 1972 | Найкраща чоловіча роль                           | Котч                               | Номінація |
| Оскар          | 1976 | Найкраща чоловіча роль                           | Сонячні хлопці                     | Номінація |
| BAFTA          | 1970 | Найкраща чоловіча роль                           | Таємне життя американської дружини | Номінація |
| BAFTA          | 1974 | Найкраща чоловіча роль                           | Піт і Тіллі /Чарлі Веррік          | Перемога  |
| BAFTA          | 1977 | Найкраща чоловіча роль                           | Сонячні хлопці /Нестерпні ведмеді  | Номінація |
| Золотий глобус | 1967 | Найкраща чоловіча роль в комедії або мюзиклі     | Щасливе печиво                     | Номінація |
| Золотий глобус | 1969 | Найкраща чоловіча роль у комедії або мюзиклі     | Дивна пара                         | Номінація |
| Золотий глобус | 1972 | Найкраща чоловіча роль у комедії або мюзиклі     | Котч                               | Номінація |
| Золотий глобус | 1973 | Найкраща чоловіча роль в комедії або мюзиклі     | Піт і Тіллі                        | Номінація |
| Золотий глобус | 1975 | Найкраща чоловіча роль у комедії або мюзиклі     | Перша шпальта                      | Номінація |
| Золотий глобус | 1976 | Найкраща чоловіча роль у комедії або мюзиклі     | Сонячні хлопці                     | Перемога  |
| Золотий глобус | 1981 | Найкраща чоловіча роль у комедії або мюзиклі     | Гра в класики                      | Номінація |
| Золотий глобус | 1982 | Найкраща чоловіча роль у комедії або мюзиклі     | Перший понеділок жовтня            | Номінація |
| Еммі           | 1963 | Найкраща чоловіча роль у міні-серіалі або фільмі | Шоу тижні Дюпона                   | Номінація |
| Тоні           | 1959 | Найкраща чоловіча роль другого плану у п'єсі     | Ще раз, з почуттям                 | Номінація |
| Тоні           | 1962 | Найкраща чоловіча роль другого плану в п'єсі     | Постріл у темряві                  | Перемога  |
| Тоні           | 1965 | Найкраща чоловіча роль в п'єсі                   | Дивна пара                         | Перемога  |